# 南路道 (福建)
南路道，中华民国初期行政区划名。
- 1913年2月，以清末兴泉永道区域置，治思明縣（今中華人民共和國福建省廈門市思明区），属福建省。辖莆田、仙游、思明、晉江、南安、惠安、安溪、同安、永春、德化、大田等11縣。辖区相当今中華人民共和國福建省厦门市、泉州市、莆田市和三明市南部以及中華民國福建省金門縣。1914年6月，改名厦门道。